# Lynxosa
Genre
Lynxosa est un genre d'araignées aranéomorphes de la famille des Lycosidae.

## Distribution
Les espèces de ce genre sont endémiques de l'île de Sainte-Hélène.

## Liste des espèces
Selon World Spider Catalog (version 25.5, 22/11/2024) :
- Lynxosa inexorabilis (O. Pickard-Cambridge, 1870)
- Lynxosa ligata (O. Pickard-Cambridge, 1870)
- Lynxosa nefasta (Tongiorgi, 1977)
- Lynxosa veseyensis (Sherwood, Henrard, Logunov & Fowler, 2023)

## Systématique et taxinomie
Ce genre a été décrit par Roewer en 1960 dans les Lycosidae. Il est placé en synonymie avec Hogna par Wunderlich en 1992. Il est relevé de synonymie par Sherwood et al. en 2024.

## Publication originale
- Roewer, 1960 : « Araneae Lycosaeformia II (Lycosidae) (Fortsetzung und Schluss). » Exploration du Parc National de l'Upemba, Mission G. F. de Witte, vol. 55, p. 519-1040.